# Пйотр Стемпень
Пйотр Стемпень (пол. Piotr Stępień; нар. 24 жовтня 1963, Каменськ, Радомщанський повіт, Лодзинське воєводство) — польський борець греко-римського стилю, срібний призер чемпіонату Європи, срібний призер Олімпійських ігор. Єдиний борець, який на чемпіонаті світу (Варна 1991) не втратив жодного очка і не виграв медалі.

## Життєпис
Народився 24 жовтня 1963 року в Каменську в родині Вітаутаса і Яніни Августиняк. Закінчив середню школу у Варшаві (1986). Випускник Інституту фізичної культури в Ґожуві-Велькопольському (філія Познанської академії фізичної культури).
Боротьбою почав займатися з 1979 року. Перший тренер Войцех Пясецький. Виступав за спортивні клуби RKS Радомсько (1977—1982), «Легія» (1983—1985) і «GKS Piotrkowia» Пьотркув-Трибунальський (1985—1996). Тренер — Генрик Грабовецький.
3-разовий чемпіон Польщі (1991, 1995, 1996) і 3-разовий срібний призер (1987, 1989, 1991). Вже під час спортивної кар'єри здобув ліцензію тренера з боротьби. Після завершення активних виступів на борцівському килимі продовжив тренерську кар'єру. З 1996 року, був помічником тренера олімпійської збірної Польщі. Головний тренер олімпійської збірної в Сіднеї 2000 року.

## Спортивні результати на міжнародних змаганнях

### Виступи на Олімпіадах
| Змагання                    | Збірна | Вагова категорія                 | Місце  |
| --------------------------- | ------ | -------------------------------- | ------ |
| Літні Олімпійські ігри 1992 | Польща | греко-римська боротьба, до 82 кг | Срібло |

### Виступи на Чемпіонатах світу
| Змагання                        | Збірна | Вагова категорія                 | Місце |
| ------------------------------- | ------ | -------------------------------- | ----- |
| Чемпіонат світу з боротьби 1991 | Польща | греко-римська боротьба, до 82 кг | 5     |
| Чемпіонат світу з боротьби 1994 | Польща | греко-римська боротьба, до 82 кг | 8     |

### Виступи на Чемпіонатах Європи
| Змагання                         | Збірна | Вагова категорія                 | Місце | Чемпіонат Європи з боротьби 1989 | Польща | греко-римська боротьба, до 82 кг | Срібло |
| Чемпіонат Європи з боротьби 1990 | Польща | греко-римська боротьба, до 82 кг | 4     |                                  |        |                                  |        |
| Чемпіонат Європи з боротьби 1991 | Польща | греко-римська боротьба, до 82 кг | 9     |                                  |        |                                  |        |
| Чемпіонат Європи з боротьби 1996 | Польща | греко-римська боротьба, до 82 кг | 12    |                                  |        |                                  |        |

### Виступи на інших змаганнях
| Змагання                           | Збірна | Вагова категорія                 | Місце |
| ---------------------------------- | ------ | -------------------------------- | ----- |
| Гран-прі Німеччини з боротьби 1989 | Польща | греко-римська боротьба, до 82 кг | 11    |
| Гран-прі Німеччини з боротьби 1992 | Польща | греко-римська боротьба, до 82 кг | 11    |